# Азартна гра (теорія ігор)
Гра азартна — багатокрокова гра одного гравця.
На t-ому кроці гри (t = 1, 2, …) гравець, володіючи капіталом ft-1, обирає одну із наявних у нього альтернатив, які залежать від величини ft-1. Після цього відбувається розіграш партії гри, який є реалізацією деякої випадкової величини, яка залежить від ходу гравця. Число, яке отримується при реалізації, є капіталом ft гравця після кроку t.
Якщо гравець завершує гру в момент t, то його виграш визначається як u(ft), де u — функція корисності гравця, яку задано на множині капіталів. Мета гравця полягає в максимізації функції корисності.
Прикладом азартної гри є «червоне та чорне», коли в кожній партії гравець може зробити ставку на одну із двох альтернатив, які з'являються з даними ймовірностями. В такій грі оптимальною стратегією є ставка в кожній партії або всієї наявної в гравця суми, або суми, достатньої для того, щоб зірвати банк.